# Achaeus (mythologie)
Achaios of Achaeus (Oudgrieks Ἀχαιός / Akhaiós) is een figuur uit de Griekse mythologie. Hij geldt als de mythische stamvader van de Achaiërs. Volgens de overlevering zou hij door overerving koning van Phthiotis zijn geworden.
Hij was een zoon van Xuthos en Creüsa, de broer van Ion en de kleinzoon van Hellen.